# Nuenen, Gerwen en Nederwetten
Nuenen, Gerwen en Nederwetten es un municipio de la provincia de Brabante Septentrional en los Países Bajos, formado por las parroquias de Nuenen, Gerwn y Nederwetten además de Opwetten y alguna aldea menor. El 30 de abril de 2017 contaba con una población de 22.860 habitantes, sobre una superficie de 33,94 km², de los que 0,22 km² cubiertos por el agua, con una densidad de 678 h/km².  
Bordeado al oeste por el río Dommel y el Kleine Dommel y al sur por el canal de Eindhoven, ha tenido un fuerte crecimiento en los últimos tiempos por su proximidad a Eindhoven. Vincent van Gogh residió algún tiempo en Nuenen, donde su padre estuvo destinado como pastor protestante. Aquí pintó entre 1884 y 1885 Los comedores de patatas y una pequeña obra que dedicó a su madre, La congregación saliendo de la iglesia reformada de Nuenen, además de bodegones, retratos de modestos campesinos y algún paisaje.

## Galería de imágenes

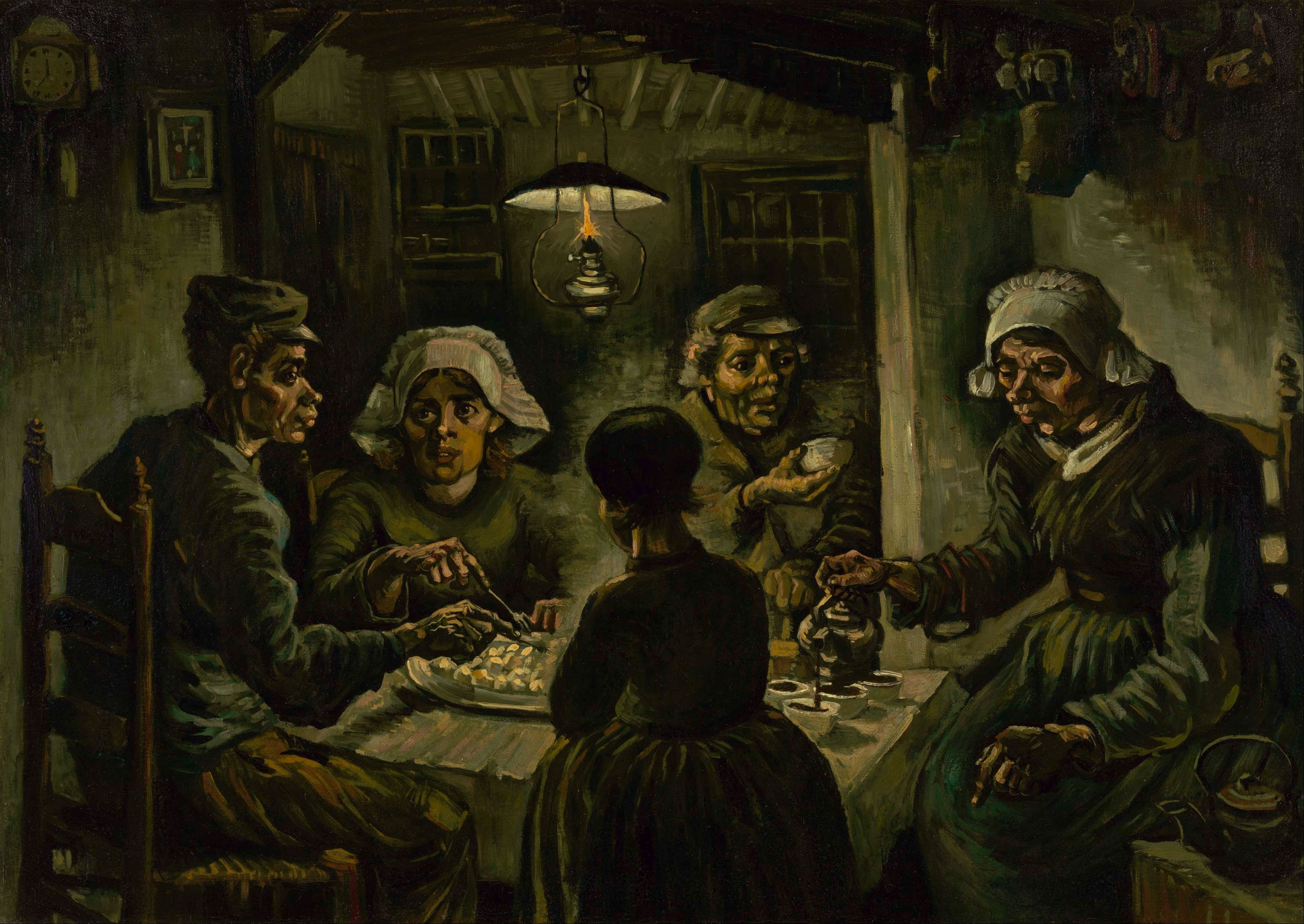
Vincent van Gogh: Los comedores de patatas, Ámsterdam, Museo van Gogh
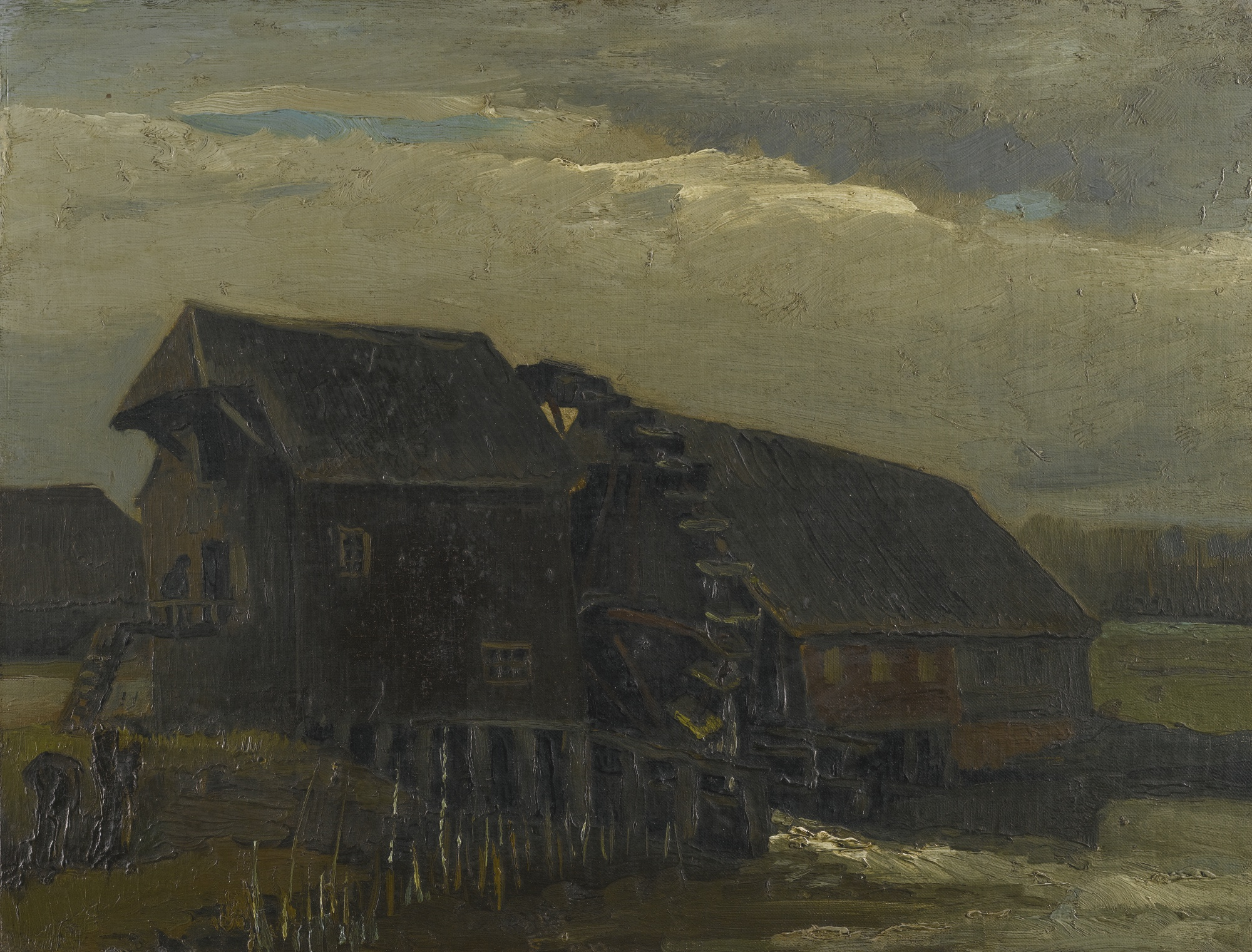
Vincent van Gogh: Molino de agua en Opwetten, 1884
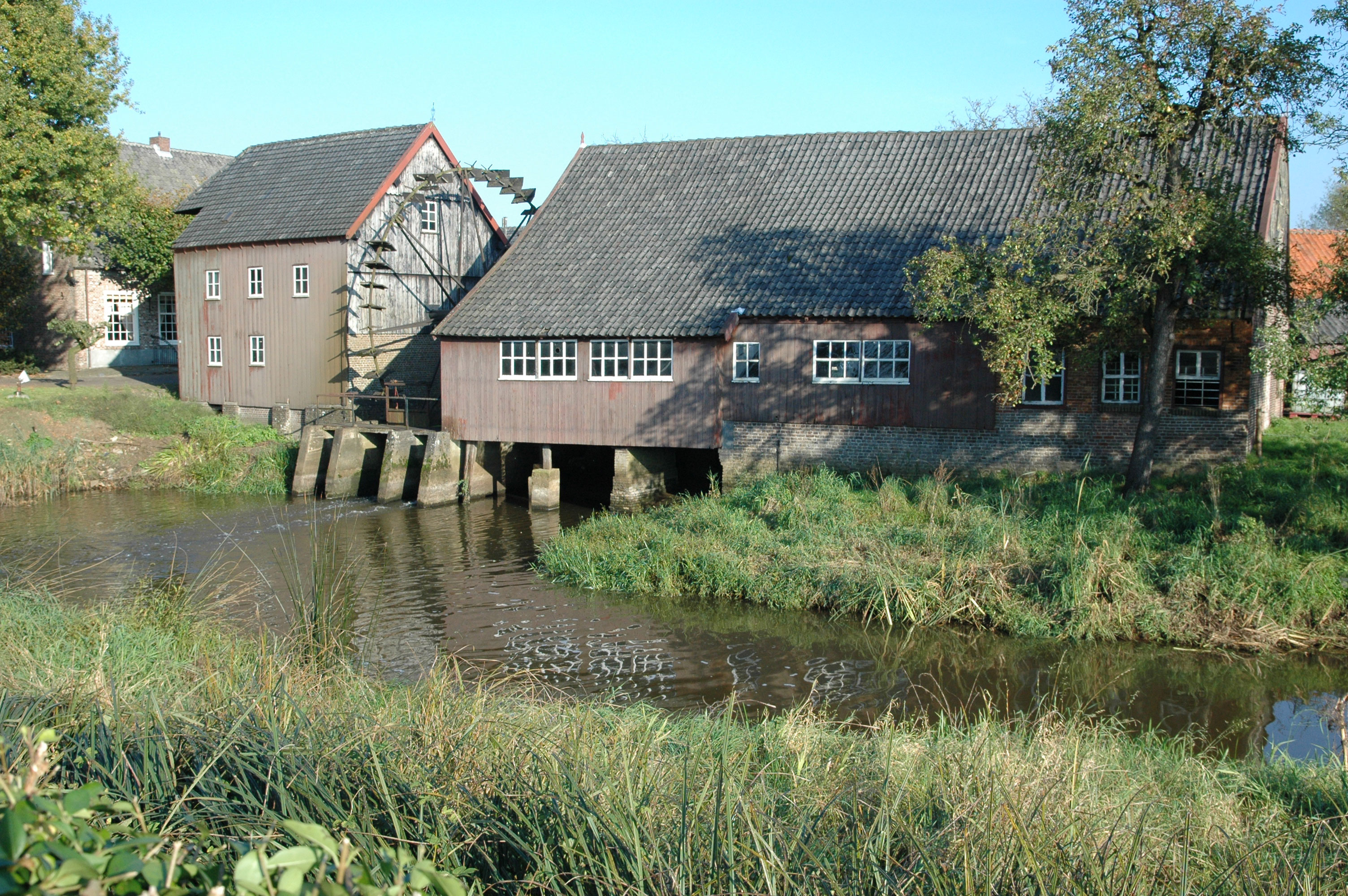
Nuenen: molino de agua en Opwetten, 2007
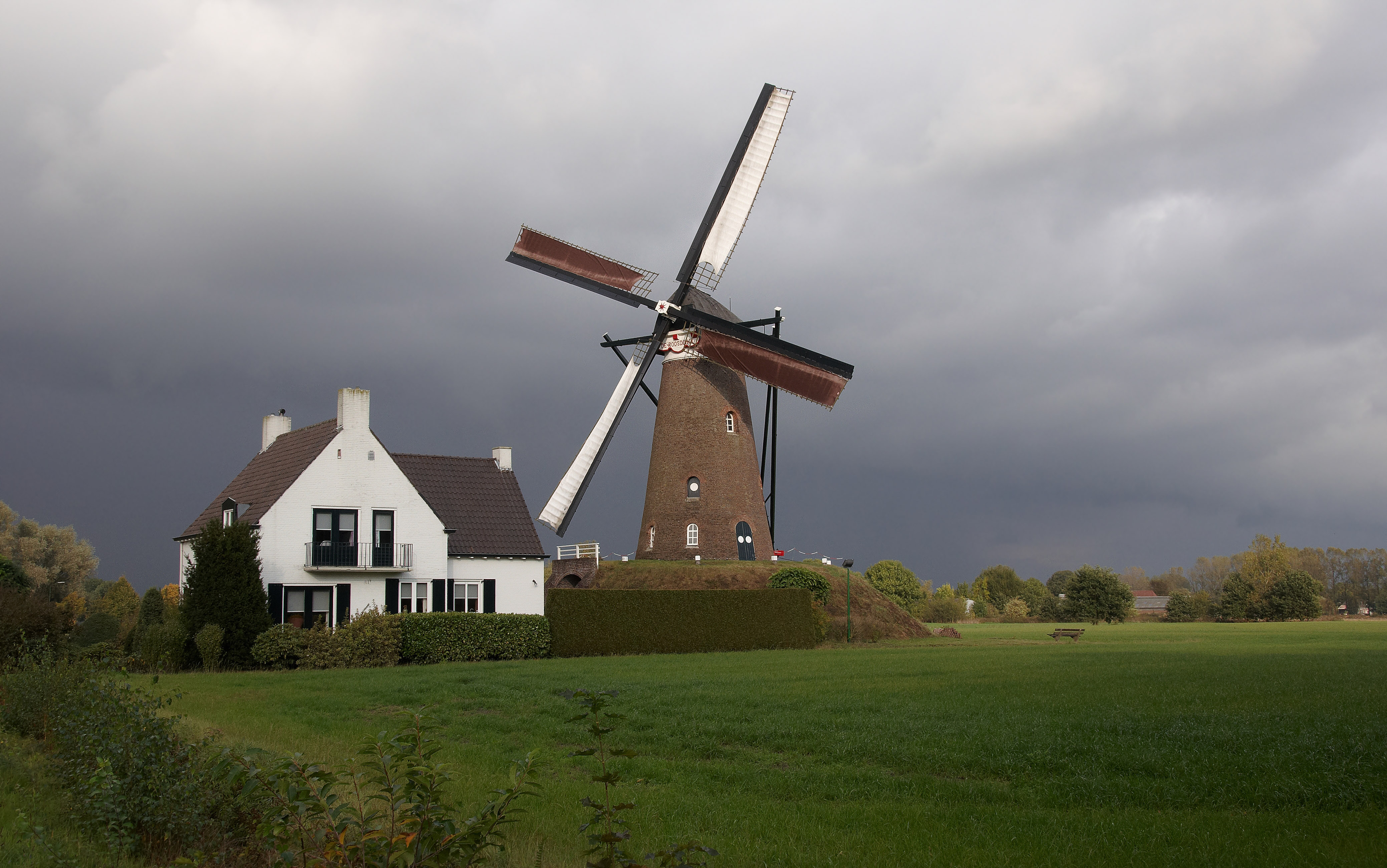
Nuenen: molino De Roosdonck
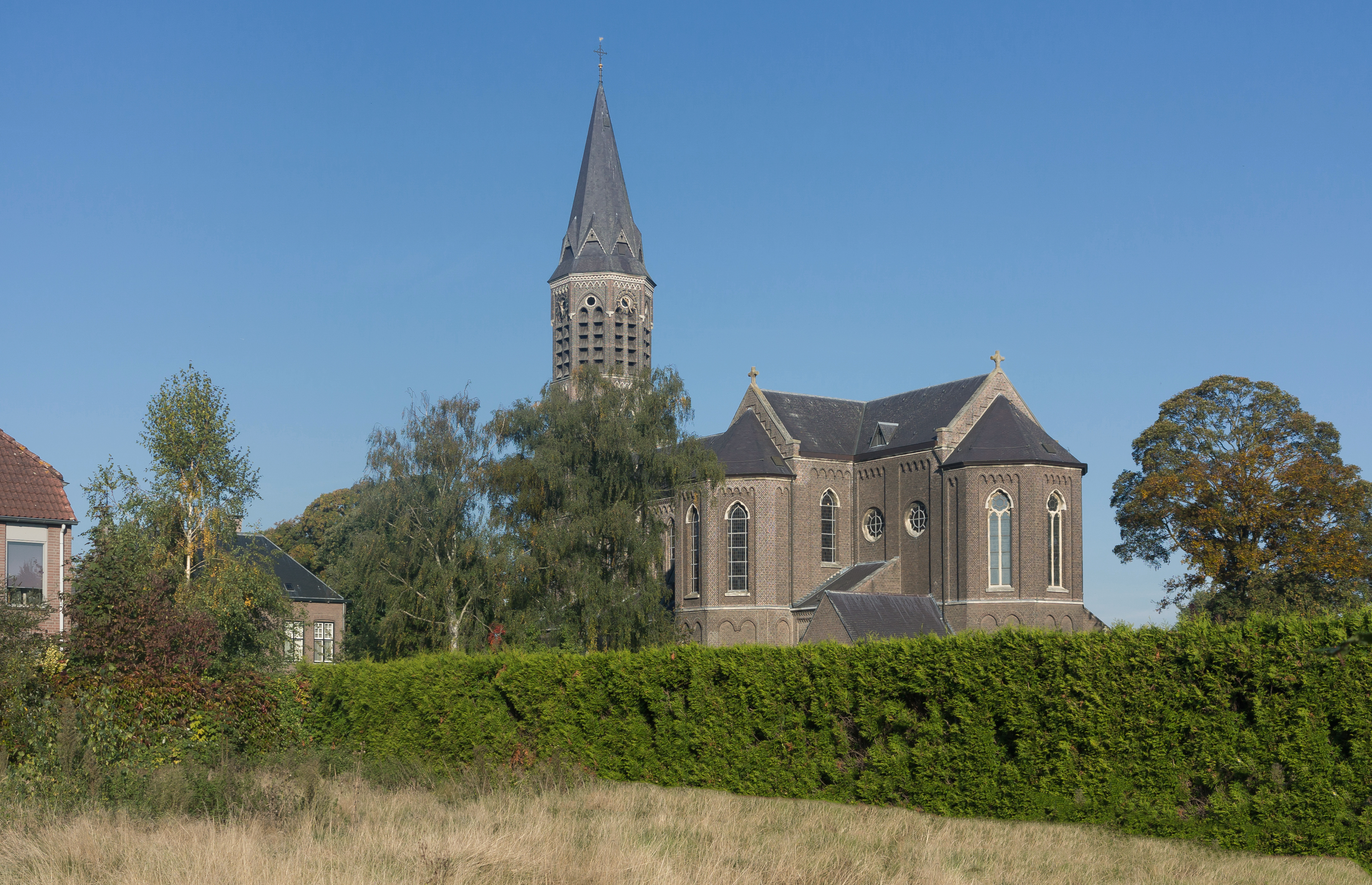
Nuenen, la iglesia: Sint Clemenskerk
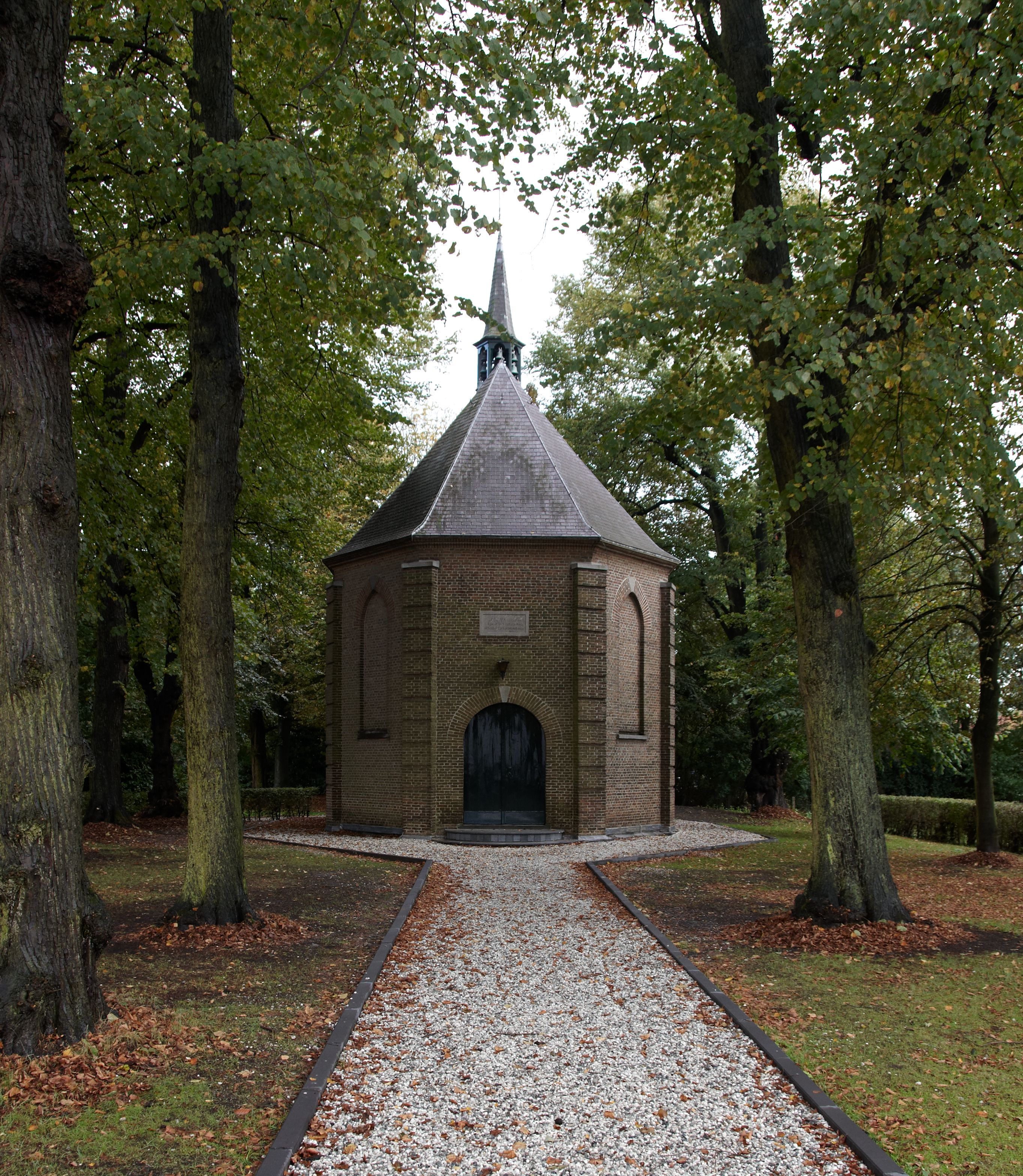
Nuenen: iglesia reformada Van Gogh Kerk, 1824. Iglesia de salón octogonal.